# Abrahams ofring af Isak
Beretningen om Abrahams ofring af Isak findes i Første Mosebog 22, og er Guds prøve af Abraham, hvor Gud beder Abraham om at tage sin søn med til Moriabjerget og ofre ham. På bibelsk tid var det naturligt at ofre det bedste man havde af dyr og afgrøder, men ikke mennesker. Ifølge fortællingen tager Abraham af sted for at adlyde Guds befaling uden at stille spørgsmål. Teksten siger, at Gud ønsker at sætte Abraham på prøve, og derfor ikke reelt ønsker barnet som offer. Først da drengen er bundet på alteret og Abraham løfter kniven, lyder der en stemme fra himlen, og en engel stopper Abraham i sidste øjeblik, hvorefter han opdager en buk, der har viklet hornene ind i et krat, og ofrer dette dyr i stedet.
- Wikimedia Commons har flere filer relateret til Abrahams ofring af Isak